# Ajesaia
El Ajesaia es un equipo de fútbol de Madagascar que juega en el Campeonato malgache de fútbol, el torneo de fútbol más importante del país.

## Historia
Fue fundado en el año 1998 en la capital Antananarivo, desde entonces ha ganado 2 títulos de liga, 1 torneo de copa y 2 supercopas.
Este equipo al igual que el Saint-Pauloise FC de Reunión son equipos filiales de uno de los equipos más fuertes de Francia, el Olympique Lyonnais.

## Palmarés
- Campeonato malgache de fútbol: 2

2007, 2009
- Copa de Madagascar: 1

2006
- Super Copa de Madagascar: 2

2007, 2009
- Mondial Pupilles de Plomelin (Sub-13): 1

2005

## Participación en competiciones de la CAF
| Temporada | Torneo                       | Ronda      | Club                  | Casa | Visita | Global |
| --------- | ---------------------------- | ---------- | --------------------- | ---- | ------ | ------ |
| 2007      | Copa Confederación de la CAF | Preliminar | Curepipe Starlight SC | 4-0  | 0-1    | 4-1    |
| 2007      | Copa Confederación de la CAF | 1          | Ismaily SC            | 2-2  | 1-6    | 3-8    |
| 2010      | Liga de Campeones de la CAF  | Preliminar | US Stade Tamponnaise  | 1-3  | 1-2    | 2-5    |